# Estrecho de San Bernardino
El estrecho de San Bernardino (en inglés, San Bernardino Strait) es un estrecho marino localizado en el archipiélago filipino, que separa la isla de Luzón, al norte, de la isla de Samar, al sur. 

## Geografía
El estrecho de San Bernardino conecta el mar de Bisayas con el mar de las Filipinas y es parte de la vía marítima que a través del archipiélago filipino, conecta el mar de la China Meridional  con el océano Pacífico, pasando por los mares menores de las Bisayas, Sibuyan y Sulu. 
El estrecho separa la península de Bicol, el extremo meridional de la isla de Luzón, de la isla de Samar, en el sur y tiene un ancho de unos 18 km aproximadamente.

## Historia

### Descubrimiento
Los españoles fueron quienes nombraron este estrecho. La primera referencia a los españoles y al estrecho de San Bernardino es durante la expedición de 1543-45 de Ruy López de Villalobos, que fue enviado por Antonio de Mendoza, primer virrey de Nueva España, a las órdenes del emperador Carlos V, para establecer una colonia española, cerca de las islas de las especias (islas Molucas) ya ocupadas por los portugueses.
Durante esta expedición fallida, un barco solo, el pequeño San Juan de Letrán, con una tripulación mínima de sólo 20 hombres, reconoció más de 5000 kilómetros en aguas del archipiélago filipino, incluidas las del estrecho de San Bernardino, y el estrecho de San Juanico, entre las islas de Samar y Leyte.
El San Juan también circunnavegó completamente la isla de Mindanao, y luego trató de llegar a México, pero fue arrojado a las islas Marianas por una tormenta en el Pacífico Norte. Hizo su camino de vuelta de las Filipinas (como había nombrado a las islas Samar y Leyte, que también nombró Villalobos) y el 3 de enero de 1544 encalló en las traicioneras corrientes del estrecho de San Bernardino «así como docenas de barcos españoles harían los siguientes tres siglos».

### El bloqueo del estrecho por los insurgentes de Sudamérica
En febrero de 1818 el gobierno de las Provincias Unidas de Sudamérica envió al corsario Hipólito Bouchard para llevar los ideales revolucionarios a todas las dependencias españolas. Mientras bloqueaba la bahía de Manila con la fragata La Argentina envió un pontín armado al estrecho de San Bernardino para cerrar el acceso al golfo de Vizcaya. En el transcurso de esas acciones fue capturada una falua y una galera.

### Segunda Guerra Mundial
Durante la batalla del Golfo de Leyte, el almirante de la flota Imperial Japonesa Kurita llevó su flota principal a través del estrecho para alcanzar los barcos de transporte estadounidense anclados en el golfo de Leyte.